# Лесопилка
Лесопилка, лесопильня — предприятие первичной переработки леса на лесоматериалы в системе лесозаготовительной промышленности.

## История продольной распиловки
До изобретения лесопилок роспуск леса повдоль либо не производился вовсе, либо производился с помощью специальной двухметровой пилы с длинными ручками. Пилили бревно вдвоем — один человек находился на помосте сверху бревна (верхний пильщик), второй внизу, в яме. Раскрой бревна был физически очень тяжёлым и долгим занятием, к тому же на нижнего пильщика сыпался ворох опилок, а верхний должен был обладать недюжинной физической силой. Постоянство толщины доски зависело всецело от верхнего пильщика, который должен был направлять пилу по заранее намеченной линии.
Производство досок и бруса путём ручного распиливания было очень дорогим, а о массовом выпуске пиломатериалов не могло идти и речи.
Одна из обнаруженных археологами древних лесопилок Иерапольская лесопилка располагалась в античном городе Иераполь на территории современной Турции. Лесопилка эта имела привод от водяного колеса. Через зубчатую передачу и шатуны возвратно-поступательное движение передавалось на две пильные рамки.
Ещё одна лесопилка, имевшая привод от водяного колеса, но без участия зубчатой передачи, обнаружена в местности между городами Джараш и Эфес. Данная лесопилка датирована VI веком, находилась она на территории Византийской империи.
В XVI веке в Европе лесопилки были распространены уже довольно широко.
Голландец Корнелис Корнелисзон (нидерл. Cornelis Corneliszoon) в 1593 году получил патент на механизм лесопилки.
Лесопилки редко устраивали непосредственно в местах рубки леса — так как воды в небольших лесных реках было мало для работы водяного колеса. В основном лесопилки устраивали в среднем или нижнем течении рек достаточной полноводности, в тех местах, где имелась возможность дальнейшей перевалки переработанного пиломатериала на другие виды транспорта. Использовался молевой лесосплав к лесопилкам (при этом в месте расположения лесопилки устраивалась запань) или лес увязывался в плоты и эти плоты гнали к лесопилке плотогоны.

## Технология
Как правило, лес, спиленный на делянках сплошной рубки или на участках, где производилась выборочная рубка, после обрезки сучьев в виде хлыстов поступает сначала на верхние лесные склады, а затем вывозится на нижние склады автотранспортом, тракторами или по узкоколейным лесовозным дорогам. Именно на нижних складах может базироваться лесопилка.
Однако в ряде случаев после обрезки сучьев и разделки брёвен на мерные сортименты лес может отправляться непосредственно к местам его использования путём сплава по рекам, перевозки по железным дорогам, речным или морским транспортом или комбинированным способом.
На лесопилку поступает лес естественной влажности, без предварительной сушки, поэтому он не пригоден для столярных работ. Поэтому лесопилка пилит брёвна на шпалы, лафеты, брусья и доски. Лес, который выбран для дальнейшей переработки на столярные изделия, после первичной обработки на лесопилке подвергается сушке в сушильных камерах или естественным способом.
Лесопилка пилит брёвна на мерные куски разной длины, в зависимости от целей. Далее происходит продольная распиловка брёвен на лесопильных рамах, круглопильными или ленточными станками. В последние годы появились брусующие станки — в них производится скоростной распил бревна с помощью системы дисковых пил.